# Podzemna železnica Novosibirsk
Podzemna železnica Novosibirsk (rus. Новосиби́рский метрополитен) je sistem podzemne železnice u Novosibirsku, u Rusiji.
Podzemna železnica je otvorena 1986. godine i duga je 15,9 kilometara. Novosibirsk je treći po veličini grad u Rusiji s brojem stanovnika od preko 1,4 miliona. Nastao je kao prometno središte između glavnih transportnih ruta u Sibiru: Transsibirske pruge i reke Ob. Stoga nije bilo iznenađenje, da je grad rastao vrlo brzo.
Ideja o podzemnoj železnici potiče iz kasnih šezdesetih, a 12. maja  1979. započela je gradnja. Podzemna železnica je otvorena 7. januara 1986, postajući jedanaesta u SSSR-u i četvrta u Rusiji. Podzemna železnica se brzo proširila kako bi ispunila originalne planove s četiri linije od 62 km. Međutim, finansijske poteškoće ranih 1990.-ih godina značile su zamrzavanje radova, koji su nastavljeni tek nedavno. Sistem sadrži 13 postaja na dve linije. Postoji 80 vagona koji čine 20 vozova s četiri vagona, koji dnevno prevoze i više od 250,000 putnika. Postaje su živo ukrašene u kasno-sovjetskom stilu. Tu je i postaja na površini koja prelazi 2,145 km dug most preko reke Ob.